# Liste der Nummer-eins-Hits in Dänemark (2016)
Dies ist eine Liste der Nummer-eins-Hits in Dänemark im Jahr 2016. Sie basiert auf den offiziellen Album Top-40 und Track Top-40, die im Auftrag von IFPI Dänemark erstellt werden.

## Singles
| ← 2015 ← | Liste der Nummer-eins-Hits in Dänemark | Liste der Nummer-eins-Hits in Dänemark | Liste der Nummer-eins-Hits in Dänemark                                                                                         | 2017 →                    |
| \| Zeitraum \| Wo. ges. \| Interpret \| Titel Autor(en) \| Zusätzliche Informationen \| \| (Zeitraum, Wochen auf Platz eins, Interpret, Titel, Autor[en], zusätzliche Informationen) \| \| \| \| \| \| ----------------------------------------------------------------------------------------- \| -------- \| -------------------------------------- \| ------------------------------------------------------------------------------------------------------------------------------ \| ------------------------- \| \| 49. Woche 2015 – 2. Woche 2016 7 Wochen \| 7 \| Justin Bieber \| Love Yourself Benjamin Levin, Justin Bieber, Ed Sheeran \| – \| \| 3.–6. Woche 4 Wochen \| 4 \| Gilli \| Tidligt op Kian Rosenberg Larsen \| – \| \| 7. Woche 1 Woche (insgesamt 3) \| 3 \| Brandon Beal feat. Lukas Graham \| Golden Brandon O’Bryant Beal, Rebecca Johnson, Lukas Forchhammer, Rasmus Hedegaard, Henrik Wolsing \| – \| \| 8.–9. Woche 2 Wochen \| 2 \| Rihanna feat. Drake \| Work Rupert Thomas, Monte Moir, Aubrey Graham, Matthew Samuels, Robyn Fenty, Allen Ritter, Rich Stephenson, Jahron Braithwaite \| – \| \| 10.–11. Woche 2 Wochen (insgesamt 3) \| 3 \| Brandon Beal feat. Lukas Graham \| Golden Brandon O’Bryant Beal, Rebecca Johnson, Lukas Forchhammer, Rasmus Hedegaard, Henrik Wolsing \| – \| \| 12.–14. Woche 3 Wochen \| 3 \| Sleiman feat. Livid & Mellemfingamuzik \| Bomaye Musik: Redur Akram Hussein, Dennis Bjerking; Text: Sleiman Nejim, Jesper Helles, Stepz, Benny Branco \| – \| \| 15.–16. Woche 2 Wochen \| 2 \| Christopher feat. Bekuh Boom \| I Won’t Let You Down Brandon Beal, Rebecca Johnson, Henrik Bryld Wolsing, Christopher Lund Nissen \| – \| \| 17.–25. Woche 9 Wochen \| 9 \| Blak \| Nede Mette Henrik Blak, Besmir Ismaili \| – \| \| 26.–29. Woche 4 Wochen \| 4 \| Gulddreng \| Model Musik: Malte Fynboe Manniche Ebert; Text: Malte Fynboe Manniche Ebert, Kristoffer Fuglsang, Michelle Drew \| – \| \| 30.–34. Woche 5 Wochen \| 5 \| Gulddreng \| Se mig nu Malte Fynboe Manniche Ebert \| – \| \| 35.–36. Woche 2 Wochen \| 2 \| Gulddreng \| Hva’ så Malte Fynboe Manniche Ebert \| – \| \| 37.–40. Woche 4 Wochen \| 4 \| The Chainsmokers feat. Halsey \| Closer Andrew Taggart, Ashley Frangipane, Shaun Frank, Frederic Kennett, Isaac Slade, Joe King \| – \| \| 41.–42. Woche 2 Wochen (insgesamt 4) \| 4 \| The Weeknd feat. Daft Punk \| Starboy Abel Tesfaye, Guy-Manuel de Homem-Christo, Thomas Bangalter, Martin McKinney, Henry Walter \| – \| \| 43.–44. Woche 2 Wochen \| 2 \| Gulddreng \| Drikker for lidt Malte Fynboe Manniche Ebert \| – \| \| 45.–46. Woche 2 Wochen (insgesamt 4) \| 4 \| The Weeknd feat. Daft Punk \| Starboy Abel Tesfaye, Guy-Manuel de Homem-Christo, Thomas Bangalter, Martin McKinney, Henry Walter \| – \| \| 47. Woche 1 Woche \| 1 \| Gulddreng \| Nemt Malte Fynboe Manniche Ebert \| – \| \| 48.–50. Woche 3 Wochen (insgesamt 4) \| 4 \| Gulddreng \| Guld jul Malte Fynboe Manniche Ebert \| – \| \| 51. Woche 1 Woche \| 1 \| Gulddreng \| Ked af det Malte Fynboe Manniche Ebert \| – \| \| 52. Woche 1 Woche (insgesamt 4) \| 4 \| Gulddreng \| Guld jul Malte Fynboe Manniche Ebert \| – \| |                                        |                                        | |                           |
| ← 2015 |                                        |                                        | | → 2017 →                  |
| Zeitraum | Wo. ges.                               | Interpret                              | Titel Autor(en) | Zusätzliche Informationen |
| (Zeitraum, Wochen auf Platz eins, Interpret, Titel, Autor[en], zusätzliche Informationen) |                                        |                                        | |                           |
| 49. Woche 2015 – 2. Woche 2016 7 Wochen | 7                                      | Justin Bieber                          | Love Yourself Benjamin Levin, Justin Bieber, Ed Sheeran                                                                        | –                         |
| 3.–6. Woche 4 Wochen | 4                                      | Gilli                                  | Tidligt op Kian Rosenberg Larsen                                                                                               | –                         |
| 7. Woche 1 Woche (insgesamt 3) | 3                                      | Brandon Beal feat. Lukas Graham        | Golden Brandon O’Bryant Beal, Rebecca Johnson, Lukas Forchhammer, Rasmus Hedegaard, Henrik Wolsing                             | –                         |
| 8.–9. Woche 2 Wochen | 2                                      | Rihanna feat. Drake                    | Work Rupert Thomas, Monte Moir, Aubrey Graham, Matthew Samuels, Robyn Fenty, Allen Ritter, Rich Stephenson, Jahron Braithwaite | –                         |
| 10.–11. Woche 2 Wochen (insgesamt 3) | 3                                      | Brandon Beal feat. Lukas Graham        | Golden Brandon O’Bryant Beal, Rebecca Johnson, Lukas Forchhammer, Rasmus Hedegaard, Henrik Wolsing                             | –                         |
| 12.–14. Woche 3 Wochen | 3                                      | Sleiman feat. Livid & Mellemfingamuzik | Bomaye Musik: Redur Akram Hussein, Dennis Bjerking; Text: Sleiman Nejim, Jesper Helles, Stepz, Benny Branco                    | –                         |
| 15.–16. Woche 2 Wochen | 2                                      | Christopher feat. Bekuh Boom           | I Won’t Let You Down Brandon Beal, Rebecca Johnson, Henrik Bryld Wolsing, Christopher Lund Nissen                              | –                         |
| 17.–25. Woche 9 Wochen | 9                                      | Blak                                   | Nede Mette Henrik Blak, Besmir Ismaili                                                                                         | –                         |
| 26.–29. Woche 4 Wochen | 4                                      | Gulddreng                              | Model Musik: Malte Fynboe Manniche Ebert; Text: Malte Fynboe Manniche Ebert, Kristoffer Fuglsang, Michelle Drew                | –                         |
| 30.–34. Woche 5 Wochen | 5                                      | Gulddreng                              | Se mig nu Malte Fynboe Manniche Ebert                                                                                          | –                         |
| 35.–36. Woche 2 Wochen | 2                                      | Gulddreng                              | Hva’ så Malte Fynboe Manniche Ebert                                                                                            | –                         |
| 37.–40. Woche 4 Wochen | 4                                      | The Chainsmokers feat. Halsey          | Closer Andrew Taggart, Ashley Frangipane, Shaun Frank, Frederic Kennett, Isaac Slade, Joe King                                 | –                         |
| 41.–42. Woche 2 Wochen (insgesamt 4) | 4                                      | The Weeknd feat. Daft Punk             | Starboy Abel Tesfaye, Guy-Manuel de Homem-Christo, Thomas Bangalter, Martin McKinney, Henry Walter                             | –                         |
| 43.–44. Woche 2 Wochen | 2                                      | Gulddreng                              | Drikker for lidt Malte Fynboe Manniche Ebert                                                                                   | –                         |
| 45.–46. Woche 2 Wochen (insgesamt 4) | 4                                      | The Weeknd feat. Daft Punk             | Starboy Abel Tesfaye, Guy-Manuel de Homem-Christo, Thomas Bangalter, Martin McKinney, Henry Walter                             | –                         |
| 47. Woche 1 Woche | 1                                      | Gulddreng                              | Nemt Malte Fynboe Manniche Ebert                                                                                               | –                         |
| 48.–50. Woche 3 Wochen (insgesamt 4) | 4                                      | Gulddreng                              | Guld jul Malte Fynboe Manniche Ebert                                                                                           | –                         |
| 51. Woche 1 Woche | 1                                      | Gulddreng                              | Ked af det Malte Fynboe Manniche Ebert                                                                                         | –                         |
| 52. Woche 1 Woche (insgesamt 4) | 4                                      | Gulddreng                              | Guld jul Malte Fynboe Manniche Ebert                                                                                           | –                         |

## Alben
| ← 2015 ← | Liste der Nummer-eins-Hits in Dänemark | Liste der Nummer-eins-Hits in Dänemark | Liste der Nummer-eins-Hits in Dänemark | 2017 → |
| \| Zeitraum \| Wo. ges. \| Interpret \| Titel \| Zusätzliche Informationen \| \| (Zeitraum, Wochen auf Platz eins, Interpret, Titel, zusätzliche Informationen) \| \| \| \| \| \| ------------------------------------------------------------------------------ \| -------- \| --------------------------- \| ---------------------------- \| -------------------------------------------------------------------------------------------------------------------------------------------------------------------------------------- \| \| 53. Woche 2015 – 1. Woche 2016 2 Wochen (insgesamt 11) \| 11 \| Justin Bieber \| Purpose \| – \| \| 2. Woche 1 Woche \| 1 \| David Bowie \| Blackstar \| – \| \| 3.–7. Woche 5 Wochen (insgesamt 11) \| 11 \| Justin Bieber \| Purpose \| – \| \| 8.–9. Woche 2 Wochen \| 2 \| Verschiedene Interpreten \| Melodi Grand Prix 2016 \| – \| \| 10. Woche 1 Woche (insgesamt 11) \| 11 \| Justin Bieber \| Purpose \| – \| \| 11. Woche 1 Woche (insgesamt 22) \| 22 \| Lukas Graham \| Lukas Graham (Blue Album) \| Nach dem großen internationalen Erfolg des Songs 7 Years (unter anderem 5 Wochen auf Platz eins in Großbritannien) kehrte das Album nach mehreren Monaten wieder an die Spitze zurück. \| \| 12. Woche 1 Woche \| 1 \| Mads Langer \| Reckless Twin \| – \| \| 13. Woche 1 Woche (insgesamt 11) \| 11 \| Justin Bieber \| Purpose \| – \| \| 14.–15. Woche 2 Wochen (insgesamt 22) \| 22 \| Lukas Graham \| Lukas Graham (Blue Album) \| – \| \| 16. Woche 1 Woche \| 1 \| Christopher \| Closer \| – \| \| 17. Woche 1 Woche (insgesamt 22) \| 22 \| Lukas Graham \| Lukas Graham (Blue Album) \| – \| \| 18. Woche 1 Woche \| 1 \| Dizzy Mizz Lizzy \| Forward in Reverse \| – \| \| 19. Woche 1 Woche (insgesamt 11) \| 11 \| Justin Bieber \| Purpose \| – \| \| 20.–22. Woche 3 Wochen (insgesamt 7) \| 7 \| Drake \| Views \| – \| \| 23.–31. Woche 9 Wochen (insgesamt 10) \| 10 \| Volbeat \| Seal the Deal & Let’s Boogie \| – \| \| 32.–33. Woche 2 Wochen (insgesamt 7) \| 7 \| Drake \| Views \| – \| \| 34. Woche 1 Woche \| 1 \| Frank Ocean \| Blonde \| – \| \| 35. Woche 1 Woche \| 1 \| Folkeklubben \| Slå flint! \| – \| \| 36. Woche 1 Woche (insgesamt 7) \| 7 \| Drake \| Views \| – \| \| 37. Woche 1 Woche \| 1 \| Nick Cave and the Bad Seeds \| Skeleton Tree \| – \| \| 38. Woche 1 Woche (insgesamt 7) \| 7 \| Drake \| Views \| – \| \| 39. Woche 1 Woche (insgesamt 3) \| 3 \| Shawn Mendes \| Illuminate \| – \| \| 40. Woche 1 Woche (insgesamt 11) \| 11 \| Justin Bieber \| Purpose \| – \| \| 41.–42. Woche 2 Wochen (insgesamt 3) \| 3 \| Shawn Mendes \| Illuminate \| – \| \| 43. Woche 1 Woche (insgesamt 2) \| 2 \| Leonard Cohen \| You Want It Darker \| – \| \| 44. Woche 1 Woche \| 1 \| L.O.C. \| Anno XV \| – \| \| 45. Woche 1 Woche \| 1 \| Jacob Dinesen \| Brace Against the Storm \| – \| \| 46. Woche 1 Woche (insgesamt 2) \| 2 \| Leonard Cohen \| You Want It Darker \| – \| \| 47. Woche 1 Woche \| 1 \| Metallica \| Hardwired…to Self-Destruct \| – \| \| 48. Woche 2016 – 3. Woche 2017 8 Wochen \| 8 \| The Weeknd \| Starboy \| – \| |                                        |                                        |                                        | |
| ← 2015 |                                        |                                        |                                        | → 2017 → |
| Zeitraum | Wo. ges.                               | Interpret                              | Titel                                  | Zusätzliche Informationen |
| (Zeitraum, Wochen auf Platz eins, Interpret, Titel, zusätzliche Informationen) |                                        |                                        |                                        | |
| 53. Woche 2015 – 1. Woche 2016 2 Wochen (insgesamt 11) | 11                                     | Justin Bieber                          | Purpose                                | – |
| 2. Woche 1 Woche | 1                                      | David Bowie                            | Blackstar                              | – |
| 3.–7. Woche 5 Wochen (insgesamt 11) | 11                                     | Justin Bieber                          | Purpose                                | – |
| 8.–9. Woche 2 Wochen | 2                                      | Verschiedene Interpreten               | Melodi Grand Prix 2016                 | – |
| 10. Woche 1 Woche (insgesamt 11) | 11                                     | Justin Bieber                          | Purpose                                | – |
| 11. Woche 1 Woche (insgesamt 22) | 22                                     | Lukas Graham                           | Lukas Graham (Blue Album)              | Nach dem großen internationalen Erfolg des Songs 7 Years (unter anderem 5 Wochen auf Platz eins in Großbritannien) kehrte das Album nach mehreren Monaten wieder an die Spitze zurück. |
| 12. Woche 1 Woche | 1                                      | Mads Langer                            | Reckless Twin                          | – |
| 13. Woche 1 Woche (insgesamt 11) | 11                                     | Justin Bieber                          | Purpose                                | – |
| 14.–15. Woche 2 Wochen (insgesamt 22) | 22                                     | Lukas Graham                           | Lukas Graham (Blue Album)              | – |
| 16. Woche 1 Woche | 1                                      | Christopher                            | Closer                                 | – |
| 17. Woche 1 Woche (insgesamt 22) | 22                                     | Lukas Graham                           | Lukas Graham (Blue Album)              | – |
| 18. Woche 1 Woche | 1                                      | Dizzy Mizz Lizzy                       | Forward in Reverse                     | – |
| 19. Woche 1 Woche (insgesamt 11) | 11                                     | Justin Bieber                          | Purpose                                | – |
| 20.–22. Woche 3 Wochen (insgesamt 7) | 7                                      | Drake                                  | Views                                  | – |
| 23.–31. Woche 9 Wochen (insgesamt 10) | 10                                     | Volbeat                                | Seal the Deal & Let’s Boogie           | – |
| 32.–33. Woche 2 Wochen (insgesamt 7) | 7                                      | Drake                                  | Views                                  | – |
| 34. Woche 1 Woche | 1                                      | Frank Ocean                            | Blonde                                 | – |
| 35. Woche 1 Woche | 1                                      | Folkeklubben                           | Slå flint!                             | – |
| 36. Woche 1 Woche (insgesamt 7) | 7                                      | Drake                                  | Views                                  | – |
| 37. Woche 1 Woche | 1                                      | Nick Cave and the Bad Seeds            | Skeleton Tree                          | – |
| 38. Woche 1 Woche (insgesamt 7) | 7                                      | Drake                                  | Views                                  | – |
| 39. Woche 1 Woche (insgesamt 3) | 3                                      | Shawn Mendes                           | Illuminate                             | – |
| 40. Woche 1 Woche (insgesamt 11) | 11                                     | Justin Bieber                          | Purpose                                | – |
| 41.–42. Woche 2 Wochen (insgesamt 3) | 3                                      | Shawn Mendes                           | Illuminate                             | – |
| 43. Woche 1 Woche (insgesamt 2) | 2                                      | Leonard Cohen                          | You Want It Darker                     | – |
| 44. Woche 1 Woche | 1                                      | L.O.C.                                 | Anno XV                                | – |
| 45. Woche 1 Woche | 1                                      | Jacob Dinesen                          | Brace Against the Storm                | – |
| 46. Woche 1 Woche (insgesamt 2) | 2                                      | Leonard Cohen                          | You Want It Darker                     | – |
| 47. Woche 1 Woche | 1                                      | Metallica                              | Hardwired…to Self-Destruct             | – |
| 48. Woche 2016 – 3. Woche 2017 8 Wochen | 8                                      | The Weeknd                             | Starboy                                | – |

## Jahreshitparaden
| ← 2015 ← | Liste der Nummer-eins-Hits in Dänemark | Liste der Nummer-eins-Hits in Dänemark            | Liste der Nummer-eins-Hits in Dänemark | 2017 →   |
| \| Singles \| Position# \| Alben \| \| ------------------------------------------------------------------------------------------------------------------------------------------------------------------------------------------- \| --------- \| ------------------------------------------------- \| \| Nede Mette Blak Henrik Blak, Besmir Ismaili \| 1 \| Purpose Justin Bieber \| \| Love Yourself Justin Bieber Benjamin Levin, Justin Bieber, Ed Sheeran \| 2 \| Lukas Graham (Blue Album) Lukas Graham \| \| One Dance Drake feat. Wizkid & Kyla Errol Victor Reid, Anthony Paul Jefferies, Ibrahim Ayodeji Balogun, Aubrey Drake Graham, Luke Patrick Reid, Noah James Shebib, Kyla Smith \| 3 \| Seal the Deal & Let’s Boogie Volbeat \| \| Cheap Thrills Sia Sia Furler, Greg Kurstin \| 4 \| Views Drake \| \| Faded Alan Walker Alan Walker, Jesper Borgen, Anders Frøen, Gunnar Greve Pettersen \| 5 \| Verden ka’ vente Rasmus Seebach \| \| Can’t Stop the Feeling! Justin Timberlake Karl Johan Schuster, Max Martin, Justin Timberlake \| 6 \| Anti Rihanna \| \| Se mig nu Gulddreng Malte Fynboe Manniche Ebert \| 7 \| × Ed Sheeran \| \| 7 Years Lukas Graham Lukas Forchhammer, Morten Ristorp, Stefan Forrest, Morten Pilegaard \| 8 \| A Head Full of Dreams Coldplay \| \| Cold Water Major Lazer feat. Justin Bieber & MØ Thomas Wesley Pentz, Philip Meckseper, Benjamin Levin, Henry Allen, Justin Bieber, Ed Sheeran, James Christopher Needle, Karen Marie Ørsted \| 9 \| Melodi Grand Prix 2016 (Verschiedene Interpreten) \| \| Model Gulddreng Musik: Malte Fynboe Manniche Ebert, Text: Malte Fynboe Manniche Ebert, Kristoffer Fuglsang, Michelle Drew \| 10 \| Handwritten Shawn Mendes \| |                                        |                                                   |                                        |          |
| ← 2015 |                                        |                                                   |                                        | → 2017 → |
| Singles | Position#                              | Alben                                             |                                        |          |
| Nede Mette Blak Henrik Blak, Besmir Ismaili | 1                                      | Purpose Justin Bieber                             |                                        |          |
| Love Yourself Justin Bieber Benjamin Levin, Justin Bieber, Ed Sheeran | 2                                      | Lukas Graham (Blue Album) Lukas Graham            |                                        |          |
| One Dance Drake feat. Wizkid & Kyla Errol Victor Reid, Anthony Paul Jefferies, Ibrahim Ayodeji Balogun, Aubrey Drake Graham, Luke Patrick Reid, Noah James Shebib, Kyla Smith | 3                                      | Seal the Deal & Let’s Boogie Volbeat              |                                        |          |
| Cheap Thrills Sia Sia Furler, Greg Kurstin | 4                                      | Views Drake                                       |                                        |          |
| Faded Alan Walker Alan Walker, Jesper Borgen, Anders Frøen, Gunnar Greve Pettersen | 5                                      | Verden ka’ vente Rasmus Seebach                   |                                        |          |
| Can’t Stop the Feeling! Justin Timberlake Karl Johan Schuster, Max Martin, Justin Timberlake | 6                                      | Anti Rihanna                                      |                                        |          |
| Se mig nu Gulddreng Malte Fynboe Manniche Ebert | 7                                      | × Ed Sheeran                                      |                                        |          |
| 7 Years Lukas Graham Lukas Forchhammer, Morten Ristorp, Stefan Forrest, Morten Pilegaard | 8                                      | A Head Full of Dreams Coldplay                    |                                        |          |
| Cold Water Major Lazer feat. Justin Bieber & MØ Thomas Wesley Pentz, Philip Meckseper, Benjamin Levin, Henry Allen, Justin Bieber, Ed Sheeran, James Christopher Needle, Karen Marie Ørsted | 9                                      | Melodi Grand Prix 2016 (Verschiedene Interpreten) |                                        |          |
| Model Gulddreng Musik: Malte Fynboe Manniche Ebert, Text: Malte Fynboe Manniche Ebert, Kristoffer Fuglsang, Michelle Drew | 10                                     | Handwritten Shawn Mendes                          |                                        |          |